# Антал Фабер
Антал Фабер (угор. Faber Antal, лат. Antonius Faber; 18 липня 1772, Пресбург — 1846) — австро-угорський економіст і статистик.

## Основні праці
- «Principia iuris metallici hungarici» (1806—1824);
- «Theoria statisticae» (1817);
- «Compendium statisticae imperii aust.» (1808);
- «Institutiones statisticae» (1819);
- «Compendium statisticae specialis regni Hungariae» (1822).